# Phyteuma serratum
Phyteuma serratum là loài thực vật có hoa trong họ Hoa chuông. Loài này được Viv. miêu tả khoa học đầu tiên năm 1825.